# 顆粒蕈珊瑚
顆粒蕈珊瑚（学名：Fungia (Wellsofungia）为蕈珊瑚科蕈珊瑚屬下的一个种。